# Brisinga (geslacht)
Brisinga is een geslacht van zeesterren uit de familie Brisingidae. De wetenschappelijke naam van het geslacht werd in 1856 voor het eerst voorgesteld door Peter Christen Asbjørnsen voor de soort Brisinga endecacnemos, de eerste zeester uit de diepzee die werd beschreven en benoemd.
De naam "Brisinga" verwijst naar het "brísingamen" uit de Noordse mythologie, een halssieraad dat door Freya werd gedragen maar van haar werd gestolen door Loki.

## Soorten
- Brisinga alberti Fisher, 1906
- Brisinga analoga (Fisher, 1919)
- Brisinga andamanica Wood-Mason & Alcock, 1891
- Brisinga bengalensis Wood-Mason & Alcock, 1891
- Brisinga chathamica McKnight, 1973
- Brisinga costata Verrill, 1884
- Brisinga cricophora Sladen, 1889
- Brisinga endecacnemos Asbjørnsen, 1856
- Brisinga eucoryne Fisher, 1916
- Brisinga evermanni Fisher, 1906
- Brisinga gunnii Alcock, 1893
- Brisinga hirsuta Perrier, 1894
- Brisinga insularum Wood-Mason & Alcock, 1891
- Brisinga panopla Fisher, 1906
- Brisinga parallela Koehler, 1909
- Brisinga synaptoma (Fisher, 1917)
- Brisinga tasmani H.E.S. Clark, 1970
- Brisinga trachydisca Fisher, 1916
- Brisinga variispina Ludwig, 1905